# Кубок Шотландії з футболу 1908—1909
Кубок Шотландії з футболу 1908–1909 — 36-й розіграш кубкового футбольного турніру у Шотландії. Титул цього розіграшу не дістався нікому через серйозні заворушення під час проведення матчу-перегравання фіналу.

## Перший раунд
| Команда 1                    | Рахунок | Команда 2                |
| ---------------------------- | ------- | ------------------------ |
| 23 січня 1909                |         |                          |
| Аллоа Атлетік (-)            | 2:2     | Сент-Міррен (1)          |
| Броксберн Атлетік (-)        | 1:1     | Бейз (-)                 |
| Клайд (1)                    | 4:0     | Дайкхед (-)              |
| Данді (1)                    | 9:0     | Ейр Паркхаус (2)         |
| Фолкерк (1)                  | 2:1     | Іст Стерлінгшир (2)      |
| Гамільтон Академікал (1)     | 0:0     | Квінз Парк (1)           |
| Гарт оф Мідлотіан (1)        | 2:1     | Кілмарнок (1)            |
| Гіберніан (1)                | 2:1     | Ейр (2)                  |
| Літ Атлетік (2)              | 2:4     | Селтік (1)               |
| Грінок Мортон (1)            | 0:4     | Абердин (1)              |
| Мотервелл (1)                | 6:1     | Елгін Сіті (-)           |
| Порт-Глазго Атлетік (1)      | 5:0     | Данблейн (-)             |
| Сент-Джонстон (-)            | 0:3     | Рейнджерс (1)            |
| Терд Ланарк (1)              | 5:1     | Бріхін Сіті (-)          |
| Вейл оф Левен (2)            | 0:0     | Ейрдріоніанс (1)         |
| Вест Колдер Свіфтс (-)       | 0:0     | Партік Тісл (1)          |
| 30 січня 1909 (перегравання) |         |                          |
| Сент-Міррен (1)              | 5:0     | Аллоа Атлетік (-)        |
| Бейз (-)                     | 0:0     | Броксберн Атлетік (-)    |
| Квінз Парк (1)               | 2:0     | Гамільтон Академікал (1) |
| Ейрдріоніанс (1)             | 1:0     | Вейл оф Левен (2)        |
| Партік Тісл (1)              | +:-     | Вест Колдер Свіфтс (-)   |
| 3 лютого 1909 (перегравання) |         |                          |
| Бейз (-)                     | 1:1 дч  | Броксберн Атлетік (-)    |
| 4 лютого 1909 (перегравання) |         |                          |
| Бейз (-)                     | 1:1 дч  | Броксберн Атлетік (-)    |
| 5 лютого 1909 (перегравання) |         |                          |
| Бейз (-)                     | 4:2     | Броксберн Атлетік (-)    |

## Другий раунд
| Команда 1                     | Рахунок | Команда 2               |
| ----------------------------- | ------- | ----------------------- |
| 6 лютого 1909                 |         |                         |
| Ейрдріоніанс (1)              | 2:0     | Гарт оф Мідлотіан (1)   |
| Селтік (1)                    | 4:0     | Порт-Глазго Атлетік (1) |
| Клайд (1)                     | 1:0     | Гіберніан (1)           |
| Данді (1)                     | 0:0     | Рейнджерс (1)           |
| Мотервелл (1)                 | 1:3     | Фолкерк (1)             |
| Квінз Парк (1)                | 3:0     | Партік Тісл (1)         |
| Сент-Міррен (1)               | 3:0     | Бейз (-)                |
| Терд Ланарк (1)               | 4:1     | Абердин (1)             |
| 13 лютого 1909 (перегравання) |         |                         |
| Рейнджерс (1)                 | 1:0     | Данді (1)               |

## Чвертьфінали
| Команда 1       | Рахунок | Команда 2        |
| --------------- | ------- | ---------------- |
| 20 лютого 1909  |         |                  |
| Селтік (1)      | 3:1     | Ейрдріоніанс (1) |
| Клайд (1)       | 3:1     | Сент-Міррен (1)  |
| Рейнджерс (1)   | 1:0     | Квінз Парк (1)   |
| Терд Ланарк (1) | 1:2     | Фолкерк (1)      |

## Півфінали
| Команда 1                      | Рахунок | Команда 2     |
| ------------------------------ | ------- | ------------- |
| 20 березня 1909                |         |               |
| Селтік (1)                     | 0:0     | Клайд (1)     |
| Фолкерк (1)                    | 0:1     | Рейнджерс (1) |
| 27 березня 1909 (перегравання) |         |               |
| Селтік (1)                     | 2:0     | Клайд (1)     |

## Фінал
Федерація футболу Шотландії вирішила не нагороджувати кубком нікого через серйозні заворушення під час проведення матчу-перегравання.
| 10 квітня 1909 15:00 (CET) |

| Селтік (1)      | 2:2 | Рейнджерс (1) |
| --------------- | --- | ------------- |
| Гілхріст Беннет |     | Квінн Манро   |

| Гемпден-Парк, Глазго Глядачів: 70 000 |

### Матч-перегравання
| 17 квітня 1909 15:00 (CET) |

| Селтік (1) | 1:1      | Рейнджерс (1) |
| ---------- | -------- | ------------- |
| Гордон     | Протокол | Квінн         |

| Гемпден-Парк, Глазго Глядачів: 60 000 Арбітр: Дж.Б.Старк |